# Aquaman (DC Comics)
Aquaman, valódi nevén Arthur Curry vagy Orin egy kitalált szereplő, szuperhős a DC Comics képregényeiben. A kitalált szereplőt Paul Norris és Mort Weisinger alkotta meg. Első megjelenése a More Fun Comics 73. számában volt, 1941 novemberében.
Az amerikai képregény arany- és ezüstkorában Aquaman a kisebb népszerűségű, de időtálló szereplők közé tartozott. Az 1950-es években egyike lett az azon szuperhősöknek, akik megalapították az Amerikai Igazságligát, az első szuperhőscsapatot a képregények történetében. Az 1980-as évek második felétől a modern kori Aquaman jóval sötétebb és erőteljesebb szereplővé forrotta ki magát.

## Eredete

### A Végtelen Világok Krízise előtt
Arthur Curry, egy világítótorony őrének és Atlannának, egy száműzött atlantiszi királynőnek a gyermeke. Atlantiszi öröksége révén képes víz alatt lélegezni és nagy sebességgel úszni, valamint telepatikusan irányítani a tengeri élőlényeket. Testi ereje szintén felülmúlja a közönséges emberét.

### A Végtelen világok krízise után
A megújult változatot egy Neptune Perkins nevű szereplő és az eredeti karakter alapján készítették el. A szereplőt Kurt Busiek és Butch Guice alkotta meg. Első megjelenése az Aquaman: Sword of Atlantis 40. számában volt, 2006 májusában.
Arthur Joseph Curry egy tengerbiológus, dr. Phillip Curry és Elaine Curry fia, akiben apja kénytelen volt mutációt előidézni, hogy a három hónappal korábban született csecsemő életben maradjon. Curry ennek a mutációnak köszönheti különleges képességeit, így a víz alatti légzést, az emberfeletti erőt és korlátozott telepatikus erejét. Emellett a mutáció következtében szárazföldön csak korlátozott ideig képes életben maradni.